# Kobyliské náměstí
Kobyliské náměstí se nachází v Kobylisích v městské části a obvodě Praha 8, v blízkosti hranic Troji a Libně.
Na náměstí se kříží dvě čtyřproudové komunikace – jedna (Nad Šutkou a Horňátecká) spojuje zhruba v severojižním směru Libeň a Dolní Chabry, druhá (Pod sídlištěm a Čimická) od východu k západu Prosek a Bohnice. Pod náměstím prochází trasa metra C zprovozněná v roce 2004 a je zde západní výstup stanice metra Kobylisy. Na západní straně stojí Salesiánské centrum Praha-Kobylisy, jehož součástí je Salesiánské divadlo, Salesiánské středisko mládeže s hřištěm, sídlo české salesiánské provincie a moderní kostel svaté Terezie od Dítěte Ježíše se zvonkohrou.
Koncem 20. století byla tranzitní doprava z Kobyliského náměstí Proseckou radiálou odvedena dále k východu, jedná se o nájezd na dálnici D8.